# Árbær
Árbær (wymowa: [ˈauːrˌpaiːr̥]) – dzielnica administracyjna Reykjavíku, stolicy Islandii, położona w jego wschodniej części, w dolinie rzeki Elliðaár. W 2010 roku zamieszkiwało ją 10,2 tys. osób. Obejmuje pięć poddzielnic: właściwe Árbær, Ártúnsholt, Norðlingaholt, Selás oraz przemysłowy obszar Hálsar.
W dzielnicy mieści się skansen Árbæjarsafn. We wschodniej, niezabudowanej części dzielnicy, znajduje się jezioro Elliðavatn, formacje skalne Rauðhólar oraz rezerwat przyrody Heiðmörk.